# Søby (Syddjurs Kommune)
 For alternative betydninger, se Søby. (Se også artikler, som begynder med Søby)
Søby er en landsby på det vestligste Djursland med 243 indbyggere  (2024). Søby er beliggende 7 kilometer nordvest for Hornslet og 23 kilometer sydøst for Randers. Fra Aarhus er der 30 kilometer mod nord til Søby.
Byen ligger i Region Midtjylland og hører under Syddjurs Kommune. Søby er beliggende i Søby Sogn.
Søby Kirke ligger i Søby.